# Stunt (album)
Stunt è il quarto album in studio del gruppo rock alternativo canadese Barenaked Ladies. Il loro album di maggior successo, è entrato nelle classifiche statunitensi al numero 3 e ha venduto oltre 4 milioni di unità nel corso della sua corsa in classifica. Il suo primo singolo, One Week, divenne il singolo rivoluzionario della band nel mercato statunitense raggiungendo il numero 1 (vendendo oltre 5 milioni di copie). La canzone raggiunse anche la quinta posizione nel Regno Unito e contribuì a rivitalizzare la loro carriera nel paese natale della band, il Canada, dove la loro fama era diminuita dai tempi del loro album di debutto Gordon. Nel 1999 il brano è stato nominato ai Grammy Award come migliore performance pop di un duo o gruppo (Best Pop Performance by a Duo or Group).

## Tracce
1. One Week – 2:49
2. It's All Been Done – 3:26
3. Light Up My Room – 3:36
4. I'll Be That Girl – 3:34
5. Leave – 3:24
6. Alcohol – 3:43
7. Call and Answer – 5:49
8. In the Car – 3:53
9. Never Is Enough – 3:23
10. Who Needs Sleep? – 3:44
11. Told You So – 4:21
12. Some Fantastic – 4:16
13. When You Dream – 5:19